# Song for Guy
Song for Guy is een lied gecomponeerd, gespeeld en gezongen door Elton John. Het nummer, dat grotendeels instrumentaal is, is het slotnummer van zijn album uit 1978, A Single Man.
Elton John schreef over dit nummer: Toen ik dit nummer op een zondag schreef, stelde ik me voor dat ik de ruimte in zweefde en neerkeek op mijn eigen lichaam. Ik stelde me voor dat ik stierf. Geobsedeerd door deze gedachte schreef ik dit nummer over de dood. De volgende dag kreeg ik te horen dat Guy (Burchett), onze 17-jarige koerier, tragisch om het leven was gekomen bij een motorongeluk de dag ervoor. Guy stierf op de dag dat ik dit nummer schreef.
Het lied opent met een pianointro. Kort na het intro komt de percussie in, met ondersteuning van windchimes en synthesizers. Het lied blijft instrumentaal tot het einde, waarin de zin Life isn't everything wordt gezongen op de openingsmelodie.
Het lied is erg bekend in Europa. In Nederland, maar ook in andere landen, werd het een grote hit toen het uitkwam. In de Verenigde Staten kwam het nummer niet verder dan plaats 110.

## Hitnoteringen

### Nederlandse Top 40
| Hitnotering: 06-01-1979 t/m 03-03-1979 | Hitnotering: 06-01-1979 t/m 03-03-1979 | Hitnotering: 06-01-1979 t/m 03-03-1979 | Hitnotering: 06-01-1979 t/m 03-03-1979 | Hitnotering: 06-01-1979 t/m 03-03-1979 | Hitnotering: 06-01-1979 t/m 03-03-1979 | Hitnotering: 06-01-1979 t/m 03-03-1979 | Hitnotering: 06-01-1979 t/m 03-03-1979 | Hitnotering: 06-01-1979 t/m 03-03-1979 | Hitnotering: 06-01-1979 t/m 03-03-1979 | Hitnotering: 06-01-1979 t/m 03-03-1979 |
| Week:                                  | 1                                      | 2                                      | 3                                      | 4                                      | 5                                      | 6                                      | 7                                      | 8                                      | 9                                      |                                        |
| -------------------------------------- | -------------------------------------- | -------------------------------------- | -------------------------------------- | -------------------------------------- | -------------------------------------- | -------------------------------------- | -------------------------------------- | -------------------------------------- | -------------------------------------- | -------------------------------------- |
| Positie:                               | 23                                     | 12                                     | 10                                     | 8                                      | 6                                      | 6                                      | 11                                     | 22                                     | 35                                     | uit                                    |

### Nationale Hitparade
| Hitnotering: 13-01-1979 t/m 10-03-1979 | Hitnotering: 13-01-1979 t/m 10-03-1979 | Hitnotering: 13-01-1979 t/m 10-03-1979 | Hitnotering: 13-01-1979 t/m 10-03-1979 | Hitnotering: 13-01-1979 t/m 10-03-1979 | Hitnotering: 13-01-1979 t/m 10-03-1979 | Hitnotering: 13-01-1979 t/m 10-03-1979 | Hitnotering: 13-01-1979 t/m 10-03-1979 | Hitnotering: 13-01-1979 t/m 10-03-1979 | Hitnotering: 13-01-1979 t/m 10-03-1979 | Hitnotering: 13-01-1979 t/m 10-03-1979 |
| Week:                                  | 1                                      | 2                                      | 3                                      | 4                                      | 5                                      | 6                                      | 7                                      | 8                                      | 9                                      |                                        |
| -------------------------------------- | -------------------------------------- | -------------------------------------- | -------------------------------------- | -------------------------------------- | -------------------------------------- | -------------------------------------- | -------------------------------------- | -------------------------------------- | -------------------------------------- | -------------------------------------- |
| Positie:                               | 49                                     | 18                                     | 11                                     | 14                                     | 14                                     | 19                                     | 22                                     | 29                                     | 42                                     | uit                                    |

### VlaamseRadio 2 Top 30
| Hitnotering: 20-01-1979 t/m 17-03-1979 | Hitnotering: 20-01-1979 t/m 17-03-1979 | Hitnotering: 20-01-1979 t/m 17-03-1979 | Hitnotering: 20-01-1979 t/m 17-03-1979 | Hitnotering: 20-01-1979 t/m 17-03-1979 | Hitnotering: 20-01-1979 t/m 17-03-1979 | Hitnotering: 20-01-1979 t/m 17-03-1979 | Hitnotering: 20-01-1979 t/m 17-03-1979 | Hitnotering: 20-01-1979 t/m 17-03-1979 | Hitnotering: 20-01-1979 t/m 17-03-1979 | Hitnotering: 20-01-1979 t/m 17-03-1979 |
| Week:                                  | 1                                      | 2                                      | 3                                      | 4                                      | 5                                      | 6                                      | 7                                      | 8                                      | 9                                      |                                        |
| -------------------------------------- | -------------------------------------- | -------------------------------------- | -------------------------------------- | -------------------------------------- | -------------------------------------- | -------------------------------------- | -------------------------------------- | -------------------------------------- | -------------------------------------- | -------------------------------------- |
| Positie:                               | 17                                     | 15                                     | 6                                      | 7                                      | 10                                     | 8                                      | 14                                     | 22                                     | 29                                     | uit                                    |

### NPO Radio 2 Top 2000
| Nummer met noteringen in de NPO Radio 2 Top 2000 | '99 | '00 | '01 | '02  | '03  | '04  | '05  | '06  | '07  | '08  | '09  | '10  | '11  |
| ------------------------------------------------ | --- | --- | --- | ---- | ---- | ---- | ---- | ---- | ---- | ---- | ---- | ---- | ---- |
| Song for Guy                                     | 618 | 867 | 935 | 1231 | 1363 | 1157 | 1398 | 1494 | 1733 | 1408 | 1850 | 1641 | 1958 |

1. ↑  Een vetgedrukt getal geeft de hoogste notering aan.
2. ↑  Deze tabel is bijgewerkt tot en met de laatste editie (2024).